# 七星聚会
七星聚會（しちせいじゅかい、拼音:  qīxīngjùhuì チィーシィンヂィーフゥイ）は、シャンチー（中国象棋）の「四大江湖名局」の1つであり、シャンチーの「残局（終盤）の王」と称される。七星拱斗、七星同慶、七星曜彩、七星棋、江湖七星、大七星などとも呼ばれる。『心武残編』、『竹香齋』、『淵深海闊』といった清代に出版された棋譜に記載されている。紅と黒の駒がそれぞれ7枚あるため、『七星』の名が付けられた。
七星聚会では紅の兵を配置する方法が2通り存在する。1つは『心武残編』や『蕉窗逸品』のように兵を開始位置に配置し、もう1つは『百局象棋譜』や『竹香齋象戲譜』、『淵深海闊象棋譜』のように河界線上（右図）に配置する。2つの基本的な動きは似ているが、前者は少し複雑で、ほとんどの出版されている棋譜はこの配置を採用している。

## 特徴
一見、紅方が勝つチャンスがあるように見えるが、実際は罠があり、黒方の勝ちとなってしまう。
例えば
1. 炮二平四（将） 卒5平6
2. 俥二兵九（将）

と指し進めると右図となり、紅は黒を詰ましたように見える。しかし黒は象5退7とすることで王手（将）を解除し、同時に紅は詰まされてしまう。
黒の将に即詰みは存在せず、したがって紅は巧妙な方法で詰めろを外し、その後の黒からの猛攻に耐える必要がある。互いに最善の手を指した場合、最後は引き分けに終わる。

## 影響
1916年、デンマークのシャンチー愛好家チャーレス・クレーネ（Chalres Kliene）は、この排局とその変例を英語に翻訳してヨーロッパに紹介した。中国象棋国際邀請賽（招待大会）が中国大陸で初めて開催された時、大会は「七星杯」と命名された。